# Silvestriola hydrangeae
Silvestriola hydrangeae är en tvåvingeart som först beskrevs av Shinji 1939.  Silvestriola hydrangeae ingår i släktet Silvestriola och familjen gallmyggor. Inga underarter finns listade i Catalogue of Life.